# Women Talking Dirty
Women Talking Dirty é um filme adaptado do romance Women Talking Dirty, escrito pot Wisla Dewar. Foi apresentado no Festival Internacional de Cinema de Toronto em 1999.

## Sinopse
Cora é uma aspirante a bioquímica e mãe solteira. Ela e Ellen, uma cartunista divorciada e tímida, começam uma improvável amizade em meio a suas próprias traições pessoais e segredos.

## Elenco
- Helena Bonham Carter ... Cora
- Gina McKee ... Ellen
- James Nesbitt ... Stanley
- James Purefoy ... Daniel
- Freddie Highmore ... Sam
- Bertie Highmore ... Col

## Recepção
Jamie Russell da BBC deu ao filme 3 de 5 estrelas e acrescentou que "é um drama de relacionamento acima da média. Ele se beneficia enormemente da química entre suas duas protagonistas femininas e um excelente elenco de apoio ...". Philip French, do The Guardian , disse que "a trama é tão caótica quanto o manejo do filme sobre a geografia de Edimburgo, mas as performances a mantêm à tona”.